# Johan Adolf Hertzman
Johan Adolf Hertzman, född den 23 juni 1765 på Högby prästgård i Häradshammars socken, Östergötlands län, död den 3 september 1836 i Stockholm, var en svensk historisk författare och publicist.
Hertzman blev student vid Uppsala universitet 1783 och inskrevs 1788 i Kanslikollegium, där han var protonotarie, då detta ämbetsverk 1801 upplöstes. Samma år utnämndes han till assessor i Kommerskollegium, blev 1810 kommerseråd samt tog 1831 avsked. 
Sitt litterära namn vann Hertzman som författare och översättare, särskilt av historiska arbeten. Han vann två gånger Svenska akademiens andra pris: 1800 för Svar på frågan: hvilket är det rätta sättet att skrifva historien och 1824 för Teckning af venetianska republikens stora handelsvälde, mottog 1816 av samma akademi Lundbladska priset samt utgav i en rad häften Försök till en historia om korstågen (1813–1819). 
I augusti 1800 började han offentliggöra Handelstidning, varmed han fortfor till 1823, då planen utvidgades och tidningen erhöll namnet Journal för handel, slöjd och konst. Denna upphörde i november 1834, efter vilken tid Hertzman meddelade handelsunderrättelserna i Statstidningen.

## Skrifter
- Försök till en historia om första korståget i sammandrag, efter de tillförlitligaste häfdetecknare (Stockholm, 1813)
- Försök till en historia om andra korsståget, i sammandrag, efter de tillförlitligaste häfdetecknare (Stockholm, 1814)
- Försök till en historia om tredje korsståget, i sammandrag, efter de tillförlitligaste häfdetecknare (Stockholm, 1815)
- Försök till en historia om fjerde korsståget, i sammandrag, efter de tillförlitligaste häfdetecknare (Stockholm, 1817)
- Försök till en historia om femte och sjette korsstågen, i sammandrag, efter de tillförlitligaste häfdetecknare (Stockholm, 1819)
- Teckning af venetianska republikens stora handelsvälde, dess upkomst och dess minskning, genom uptäckten af begge Indierne (Stockholm, 1825)

## Översättningar
- Friedrich von Schiller: Historia om trettio-åriga kriget (Geschichte des dreissigjährigen Krieges) (Stockholm, 1796-1797)
- Johann Wilhelm von Archenholz: Historia om sjuåriga kriget, som börjades år 1756, och slutades år 1763 (Stockholm, 1796)
- Johann Wilhelm von Archenholtz: Historia om drotning Elisabeth af Ängland (Stockholm, 1796)
- Julius August Remer: Den historiska werldens tilstånd i desz särskilda tidehwarf (Stockholm, 1797-1798)
- Johann Pezzl: Fältmarskalken Laudons lefwernes-beskrifning (Laudons Lebensgeschichte) (Stockholm, 1798)